# Gyűrűs vegyületek
A gyűrűs vegyületek olyan – többnyire szerves – vegyületek, amelyekben az atomok gyűrűvé kapcsolódnak össze. Jól ismert példa a benzol. Ha egy molekulában több gyűrű is található, akkor többgyűrűs (policiklusos) vegyületről beszélünk, erre példa a naftalin. Az egy tucatnál több atomot tartalmazó gyűrűket makrociklusnak, az ilyen vegyületeket makrociklusos vegyületnek nevezzük.

Egyszerű gyűrűs vegyület: benzol.
Egyszerű többgyűrűs vegyület: naftalin.
Egyszerű makrociklusos vegyület: porfirin.
Gyűrűs szervetlen vegyület: pentazol.

Példa spirogyűrűs vegyületre: anemonin

Két gyűrű az egymáshoz viszonyított helyzete szerint lehet
- izolált, ha nincs közös atomjuk (pl. porfirin)
- spirogyűrű, ha egy közös atomjuk van (pl. anemonin)
- kondenzált, ha két közös atomjuk van (pl. naftalin)
- áthidalt, ha három vagy több közös atomjuk van (pl. norbornán).

## Kategorizálás
A gyűrűs vegyületek az alábbi csoportokba sorolhatók:
- aliciklusos vegyületek
  - cikloalkánok
  - cikloalkének
- aromás szénhidrogének
  - policiklusos aromás szénhidrogének
- heterociklusos vegyületek
- makrociklusok

## Gyűrűzárási és gyűrűnyitási reakciók

Dieckmann gyűrűzárási reakció

Egymáshoz kapcsolódó szerves kémiai fogalmak az úgynevezett gyűrűzárási reakciók, amelyekben gyűrűs vegyület keletkezik, illetve a gyűrűnyitási reakciók, amelyekben egy gyűrű felnyílik.
Példák gyűrűzárási reakciókra:
- gyűrűzárásos metatézis
- Nazarov ciklizációs reakció
- soktagú gyűrűk Ruzicka-szintézise
- Dieckmann-kondenzáció
- Wenker-szintézis
- gyökös ciklizáció

Példák gyűrűnyitási reakciókra:
- a polimerizációs reakciók egyik általános típusa: gyűrű felnyílásos (vagy gyűrűnyitásos) polimerizáció
- gyűrű felnyílásos metatézises polimerizáció

## Fordítás
Ez a szócikk részben vagy egészben a Cyclic compound című angol Wikipédia-szócikk ezen változatának fordításán alapul.  Az eredeti cikk szerkesztőit annak laptörténete sorolja fel. Ez a jelzés csupán a megfogalmazás eredetét és a szerzői jogokat jelzi, nem szolgál a cikkben szereplő információk forrásmegjelöléseként.

## Külső hivatkozások
- MeSH Polycyclic+Compounds (angolul)
- MeSH Macrocyclic+Compounds (angolul)